# Grayson Boucher
Grayson „The Professor“ Scott Boucher (* 10. Juni 1984) ist ein US-amerikanischer Streetballspieler, Schauspieler und ehemaliger Basketballprofi. Er ist vor allem dafür bekannt, auf der AND1 Mixtape Tour zu spielen. Boucher ist 1,78 m groß und wiegt 66 kg; seine Trikotnummer ist 12.

## Profikarriere
Boucher besuchte zunächst die McNary High School und dann die nahe gelegenen Salem Academy. Er erhielt aber keine Angebote von renommierten Colleges und besuchte schließlich das Chemeketa Community College, wo er in der Basketballmannschaft spielte.
Am 9. Februar 2006 unterschrieb Boucher bei der Salem Stampede der International Basketball League.
Boucher spielte in der Saison 2007/08 für die Atlanta Krunk der Continental Basketball Association.

## Karriere im Street-Basketball
Als die AND1 Mixtape Tour in Portland, Oregon, Halt machte, waren Boucher und sein Bruder als Fans dabei. Boucher fand heraus, dass es einen „Open Run“-Test gab, um an der Tour teilzunehmen, und verdiente sich einen Platz im Team. Bis zum Sommer 2009 war Boucher im Marketing der Tour prominent vertreten und erschien auf der Hauptseite ihrer Website und in verschiedenen Anzeigen.
Er hat in über 30 Ländern gespielt und war in sieben Staffeln von Streetball auf ESPN, fünf AND1-Mixtape-DVDs, vier AND1-Werbespots und einem AND1-Videospiel zu sehen.
Nachdem er AND1 im Januar 2011 verlassen hatte, spielte Boucher Streetball für Ball Up. Ende 2008 lernte er den CEO von Ball Up, Demetrius Spencer, kennen. Die Ball Up Tour zeigt die meisten Spieler der AND1 Mixtape Tour und konzentriert sich mehr auf die Action auf dem Platz, eine Abkehr von der AND1 Tour. Die internationale Tour machte in über 10 Ländern Station und hatte Pläne für eine Wintertour in den USA.

## Schauspielkarriere
Boucher trat im Film Semi-Pro mit Will Ferrell als Point Guard der gegnerischen Mannschaft im letzten Spiel des Films auf und war auch im Abschnitt mit den Besonderheiten der DVD-Version zu sehen.
Boucher übernahm auch die Rolle von Spider-Man in einer von ihm erstellten YouTube-Webserie. In der Serie verkleidete er sich als Superheld und ging zu verschiedenen Basketballplätzen in der Gegend von Los Angeles, um gegen ahnungslose Konkurrenten anzutreten. Die erste Folge erreichte innerhalb einer Woche nach dem Hochladen 14 Millionen Aufrufe auf YouTube. Es wurde auf der ESPN-Website vorgestellt und erregte weitere Aufmerksamkeit von Shaquille O’Neal, der das Video an seine Anhänger twitterte. In der dritten Folge war NBA-Star Jamal Crawford zu sehen, und es wurden weitere Pläne gemacht, andere bekannte Basketballspieler zu zeigen. In der vierten Folge der Serie war ein weiterer Street-Basketballer, Larry „Bone Collector“ Williams, zu sehen, der sich als der beliebte Marvel-Comics-Superheld Captain America verkleidete. Die sechste Folge zeigte einen als Deadpool verkleideten Basketballspieler. Im siebten Teil der Serie trat ein verkleideter Boucher gegen einen anderen Basketballspieler an, der als Carnage verkleidet war.
Boucher hat auch einen Leitfaden zur Ballhandhabung namens Super-Human Dribbling herausgebracht, ein webbasiertes Tutorial, das online heruntergeladen werden kann und Bouchers Übungen und Workouts enthält.
Boucher hat jetzt seinen eigenen YouTube-Kanal, auf dem er Mixtapes von seinen Spielen in lokalen Basketballligen, lustige und komische Videos, Tutorials und andere unterhaltsame Basketballvideos veröffentlicht.
Im April 2019 erlitt Boucher einen karrierebedrohlichen berührungslosen Totalriss seiner Achillessehne. Er nahm in den frühen Stadien der Rehabilitation auch versehentlich eine Überdosis Hydrocodon und Paracetamol ein, hatte sich jedoch bis Juni 2020 vollständig erholt. Während seiner Reha-Zeit veröffentlichte er weiterhin YouTube-Inhalte, die aus undatiertem Filmmaterial von vor der Verletzung bestanden, und entschied sich dagegen bis August 2020, nachdem seine Genesung abgeschlossen war, die Nachricht von der Verletzung öffentlich zu machen.